# Решетилівський центр туризму
Решетилівський районний центр туризму і краєзнавства учнівської молоді (Решетилівський РЦТКум) — профільний позашкільний навчальний заклад, основною метою діяльності якого було забезпечення потреб дітей і юнацтва Решетилівського району Полтавської області в додатковій освіті в галузі туризму і краєзнавства. Функціонував з 1993 по 2020 роки.
Решетилівський РЦТКум розпочав діяльність 26 серпня 1993 року за ініціативи інспектора шкіл Решетилівського району Маценка В. Г. як Решетилівська районна станція юних туристів (Решетилівська райСЮТур). 3 травня 1995 року заклад було реорганізовано в Решетилівський районний центр туризму і краєзнавства учнівської молоді (РЦТКум).
Згідно рішення 34-ї сесії 7-го скликання (№ 673-34-VII) Решетилівської районної ради від 27 лютого 2020 року Решетилівський районний центр туризму і краєзнавства учнівської молоді ліквідований. 
Засновник: Решетилівська районна рада Полтавської області.
Основним напрямком діяльності закладу є навчально-виховна робота. Також РЦТКум проводить інструктивно-методичну та організаційно-масову роботу з питань розвитку туристсько-краєзнавчої діяльності в школах Решетилівського району, координує роботу пошукових загонів шкіл під час проведення краєзнавчих експедицій та діяльність шкільних музеїв.

## Історія закладу

### Туристсько-краєзнавчий рух на Решетилівщині у 50-х— на початку 70-х років XX століття
Організований туристсько-краєзнавчий рух на Решетилівщині виник на межі 50-х — 60-х рр. XX ст. У 1959 році в школах проведена екскурсійно-туристська експедиція-естафета.
20.04.1961 року завідувач Решетилівського райвно Я. А. Хлистун затвердив учителів — відповідальних організаторів краєзнавчо-туристської роботи у школах.
17—18.06.1961 року проведені районні туристські змагання учнів у масиві «Гарячківський ліс» (керівник змагань — заступник директора Решетилівської середньої школи Андріяненко В. С.). Активні педагоги-туристи в 60-ті рр.: Дудченко З. П., Корячко І. Я., Козюра М. С., Ситник Д. Х., Ширшов Ф. Л.
Туристські змагання в урочищі «Гарячківський ліс» у 60-х — 70-х роках XX століття відбувалися щороку влітку (фото 1).

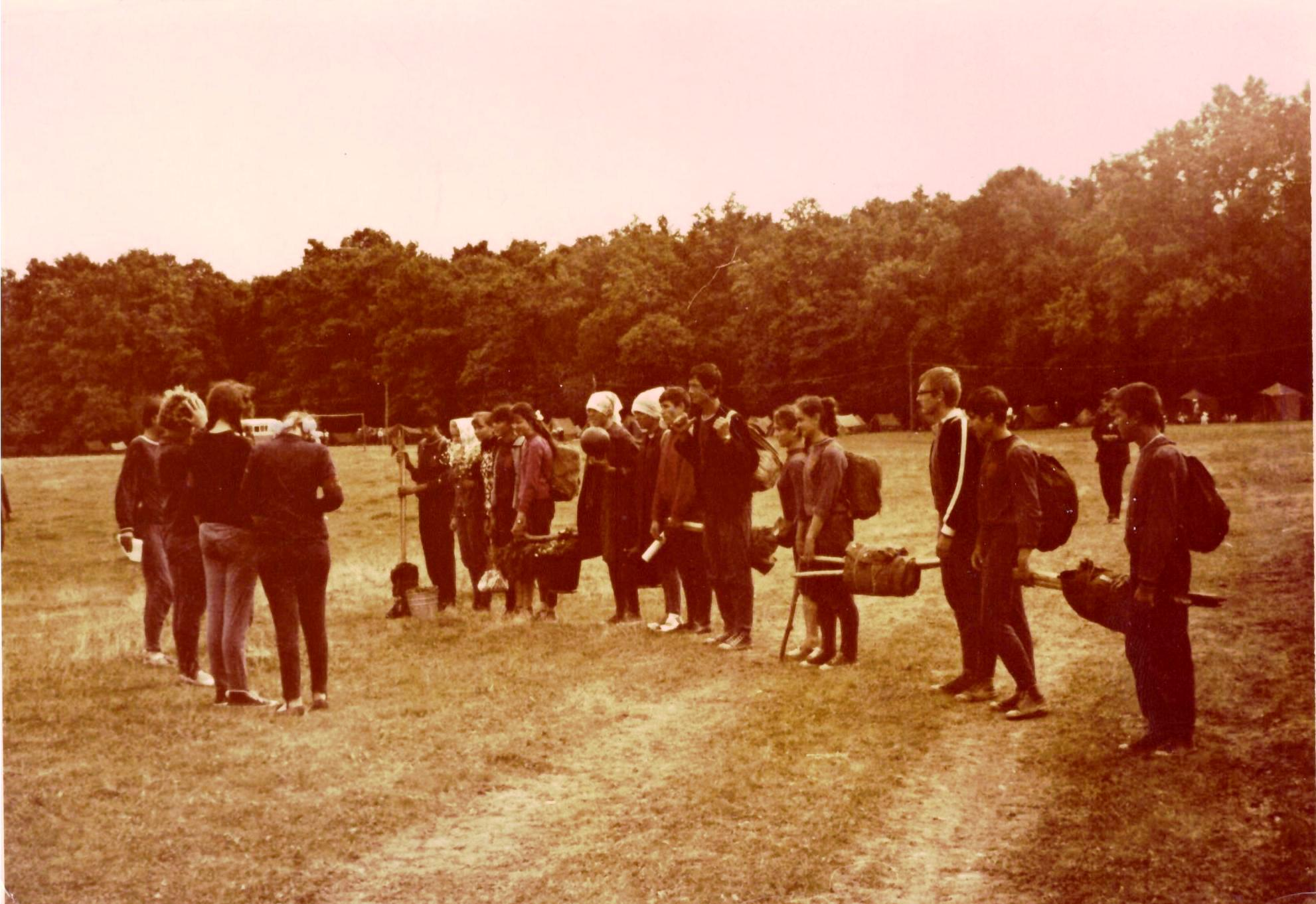
Фото 1. Туристські змагання в урочищі «Гарячківський ліс» (1972)

На початку 1970-х років призером обласних учнівських туристських змагань стали команди Шилівської та Гольманівської шкіл. Внесок у розвиток туризму у 1970-х роках зробили Лодіс Л. Д., Танько Л. П.

### Туристсько-краєзнавчий рух на Решетилівщині в 70-х— 80-х роках XX століття
2 січня 1974 року наказом № 01 по Решетилівському районному відділі народної освіти при Будинку піонерів було створено районну станцію юних туристів на громадських засадах (директор Андріяненко В. С.). 24 жовтня 1975 року директором райСЮТур став Нестеренко М. М.
1978 року школи закупили намети, пошили парадну форму. У 1978—1982 роках район представляли на обласних змаганнях Першолиманська, Жовтнева школи. Пожвавився краєзнавчий рух. Пошуковці працювали в рамках експедиції «Моя Батьківщина — СРСР».
До п'ятірки лідерів на обласних змаганнях 1979—1982 років входила і команда решетилівських вчителів (Нестеренко М. М., Деркач В. І., Пелих І. Г., Мирошниченко В. М., Буря (Голуб) Г. О., Колісник (Моцар) Л. М.); у першій половині 1980-х років прийшли молоді педагоги-туристи Борисова Т. І., Деркач І. І., Круговий В. І.
У 1983—1987 роках на обласних туристських змаганнях школярів район представляли Жовтнева, Малобакайська, Решетилівська, М'якеньківська школи.
1987 року організовано районний профільний спортивно-туристський табір «Горизонт» в урочищі «Гарячківський ліс». У 1988—1995 роках табір перебував у с. Пасічники (начальник  Легкий В. І.), з 1996 року — в с. Фрунзівка.
У 1988—1990 роках виготовлені карти для спортивного орієнтування лісових масивів сіл Каленики, Пасічники, Фрунзівка, Шилівка (автори Криворучко А. В., Зінченко С. В., Кисельов Ю. В.).
Команда педагогів 1988—1989 років — призер, 1990 р. — переможець обласних змагань із туризму (Крилевець Ю. М., Кіріченко (Василенко) В. В., Деркач І. І., Борисова Т. І., Євко Л. Г., Круговий В. І., Таранець О. В., Бабир С. Г., Зінченко С. В.). 
1989 року юні туристи району посіли перше місце на зональних змаганнях у селі Верхоли Полтавського району, 1990—1992 роки — перше місце на обласних туристських змаганнях школярів (керівники Круговий В. І., Деркач І. І.).
Походи з дітьми проводили Круговий В. І. (лижні походи по Карпатах), Деркач І. І., Борисова Т. І. (пішохідні, водні походи). Туристи-водники (керівник Деркач І. І.) за похід II категорії складності по р. Псел (Суми—Гадяч) як лауреати Всесоюзного конкурсу звітів експедиції «Зелений слід» нагороджені туристськими путівками до Москви та Карпат.

### Створення Решетилівської районної станції юних туристів та її діяльність у 90-х роках XX століття

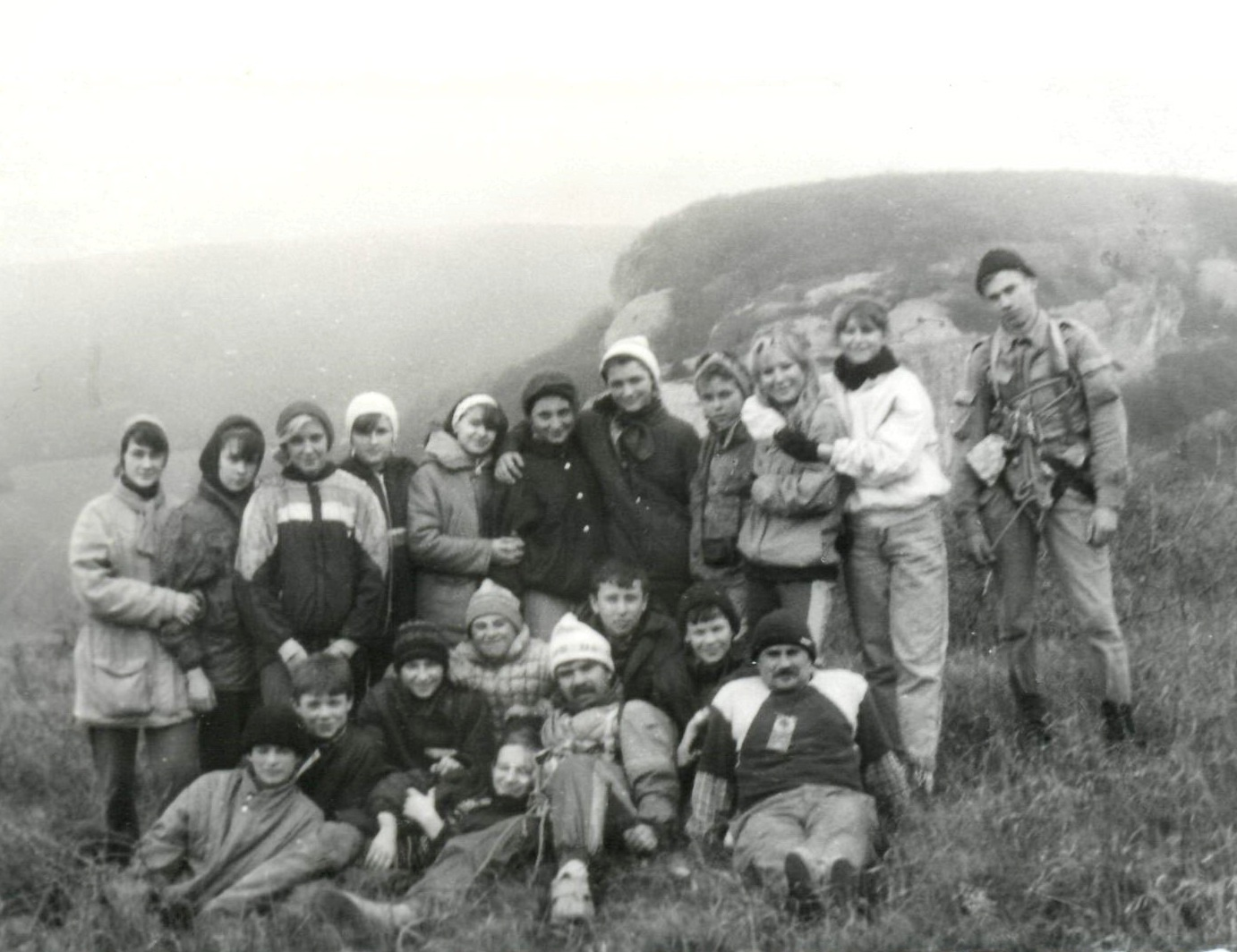
Фото 2. Туристська група Решетилівського райСЮТур. Крим, листопад, 1995

1992 року з ініціативи інспектора шкіл В. Г. Маценка за підтримки заврайвно Г. М. Тараненка створено Решетилівську районну станцію юних туристів (райСЮТур). 26 серпня 1993 року призначено директора райСЮТур Кисельова Юрія Валентиновича.
Роботу райСЮТур розпочала 1 листопада 1993 року. Станція мала кабінет директора у відділі освіти, кімнату для занять у приміщенні спортзалу ДЮСШ, 120 навчальних годин на тиждень. 21 жовтня 1993 року призначені 14 керівників гуртків: Кисельов Ю. В., Кулик А. М., Москівець В. А., Білай С. Б., Бутенко В. І., Легкий В. І., Кучевський М. І., Лисокобилка О. Г., Антонець С. І., Подовжній М. А., Бокла І. М., Якубенко І. Г., Сторіжко Л. А. 01.1994 р. керівниками гуртків призначено Деркача І. І., Кругового В. І., Борисову Т. І., Маценка В. Г.
З 30 серпня 1994 року на станції функціонувало 16 гуртків.
На 31 обласних туристських змаганнях школярів Полтавщини (1992 р.) старша (кер. Круговий В. І.) і середня (кер. Деркач І. І.) вікові групи команди району посіли перші місця. 
На 32 обласних туристських змаганнях школярів (1994 р.) команда середньої вікової групи (кер. Кулик А. М.) зайняла третє, а на ІІІ-х обласних туристських змаганнях гуртківців позашкільних закладів — друге місце; учасники старшої вікової групи (кер. Кисельов Ю. В.) здобули перше місце.
На початку лютого 1995 року юні туристи брали участь у змаганнях із ТПТ у м. Кобеляки (кер. Кисельов Ю. В., Біленький О. Ю., Кулик А. М.), на початку жовтня — у відкритих змаганнях із ТПТ м. Комсомольська (кер. Кисельов Ю. В., Біленький О. Ю., Кулик А. М.).
1993—1995 роки юні решетилівські туристи — активні учасники обласних змагань з орієнтування (кер. Рог А. М., Борисова Т. І.), змагань з орієнтування в м. Комсомольськ (квітень 1996 року; керівник Кисельов Ю. В., Біленький О. Ю., Кулик А. М.).
Двічі гуртківці станції у 1994, 1995 роках брали участь у відкритих обласних змаганнях із ТПТ та спортивного орієнтування Дніпропетровської області (кер. Кисельов Ю. В., Біленький О. Ю., Круговий В. І., Кулик А. М.); у 1994 році здобули третє місце.
Учительська туристська команда, основу якої складали працівники райСЮТур, у першій половині 1990-х років входила до трійки-п'ятірки лідерів. Високих результатів добивалися учасники команди: Круговий В. І., Деркач І. І., Кисельов Ю. В., Кулик А. М., Борисова Т. І., Кіріченко (Василенко) В. В., Сливка М. П. та інші. На 20-х (25—28.10.1994, с. Нові Санжари) та 21-х (25—28.04.1995, м. Градизьк) обласних туристських змаганнях решетилівські педагоги-туристи стали бронзовими призерами.
Проводилися туристські походи: пішохідні 3 ступеню складності по Решетилівському району (І.1994 р.), по Донецькій області (VII.1994 р.); І кат. скл. (ІІІ, ХІ.1995 р. (фото 2),
Х.1996 р., Х—ХІ.1997 р.) по Кримських горах; водний 3 ст. скл. по р. Псел (VIII.1995 р.).
У 1994 р. на ХІ-му обласному зльоті представників найкращих пошукових об'єднань вихованці Борисової Т. І. були відзначені за активну участь у роботі секцій «Мальовнича Україна» та «Свята спадщина», а у 1995 р. за підсумками 8-ї обласної олімпіади юних геологів стали її призерами.
03.05.1995 р. на базі Решетилівської райСЮТур утворився Решетилівський районний центр туризму і краєзнавства учнівської молоді (РЦТКум). Проте через несплату орендної плати заклад втратив кімнату для занять; відчувався і брак спорядження.
У серпні 1996 р. директором РЦТКум став Гмиря Ігор Олександрович, прихильник активного туризму. У 1996/1997 н. р. в центрі функціонувало 11 гуртків.
Навесні 1997 р. Гмиря І. О. перейшов працювати на іншу роботу, а 09.06.1997 р. директором призначено Верещаку Івана Івановича.
Внаслідок кризи в закладі в чотири рази скорочено кількість навчальних годин (до 30). Восени 1997 р. в РЦТКум працювало лише 5 гуртків. 
1997 р. Решетилівщина приймала учасників 33 обласних туристських змагань учнів (с. Пасічники). Команда старшої вікової групи (кер. Карамушка О. В.) посіла третє місце.
У квітні 1998 р. в РЦТКум працювали директор та лише три керівники гуртків-сумісники. 
У другій половині 90-х відбулася зміна поколінь туристів-педагогів. Почали активно працювати молоді педагоги Біленький О. Ю., Бодня Ю. В., Голуб С. В., Карамушка О. В., Рог А. М., продовжували працювати «на туристській ниві» Кисельов Ю. В., Борисова Т. І. Перший успіх прийшов у 1999 році на 25-му обласному туристському семінарі-практикумі, коли вчительська команда здобула друге місце.

### Робота Решетилівського районного центру туризму і краєзнавства учнівської молоді у ХХІ столітті
18.08.1999 р. директором центру призначений Карамушка Олександр Вікторович. З 1999/2000 н. р. в РЦТКум збільшилася кількість годин (до 54-х), працювало 8 гуртків. З 01.02.2002 р. в закладі введено посаду методиста (призначено Купенка І. А.). У травні 2002 р. РЦТКум отримав дві кімнати у новому приміщенні відділу освіти. 
Команди закладу активно і результативно виступали на змаганнях. Так, команда середньої вікової групи (кер. Бодня Ю. В.) посіла 2 місце за підсумками особисто-командної першості V-го відкритого турніру з ТПТ у спортивному (І.1999 р.; м. Полтава), а з І відкритого турніру з ТПТ на місцевості (Х.1999 р., м. Полтава) привезла перше місце.
Активними вихованцями РЦТКум, які на межі тисячоліть посідали призові місця в обласних змаганнях із пішохідного туризму були Горбач Андрій, Чиж Володимир, Коляка Олександр, Дзюба Тетяна, Карпова Марія, Даценко Юлія.
За підсумками III Спартакіади (1999 р.), за результатами виступів юних туристів середньої вікової групи (кер. Карамушка О. В., Бодня Ю. В.) район посів друге місце.
Успішним став виступ команди середньої вікової групи (кер. Карамушка О. В.) на 37 обласних змаганнях учнівської молоді зі спортивного туризму (2001 р., с. Вельбівка Гадяцького району), коли діти здобули друге місце.
У травні 2002 р. на 28 обласному туристському семінарі-практикумі вчителів Полтавщини в с. Вельбівка Гадяцького району команда решетилівських педагогів-туристів (Бодня Ю. В., Карамушка О. В., Кисельов Ю. В., Голуб С. В., Кісіль Т. В., Шкурупій Л. В.) посіла перше місце (фото 3).

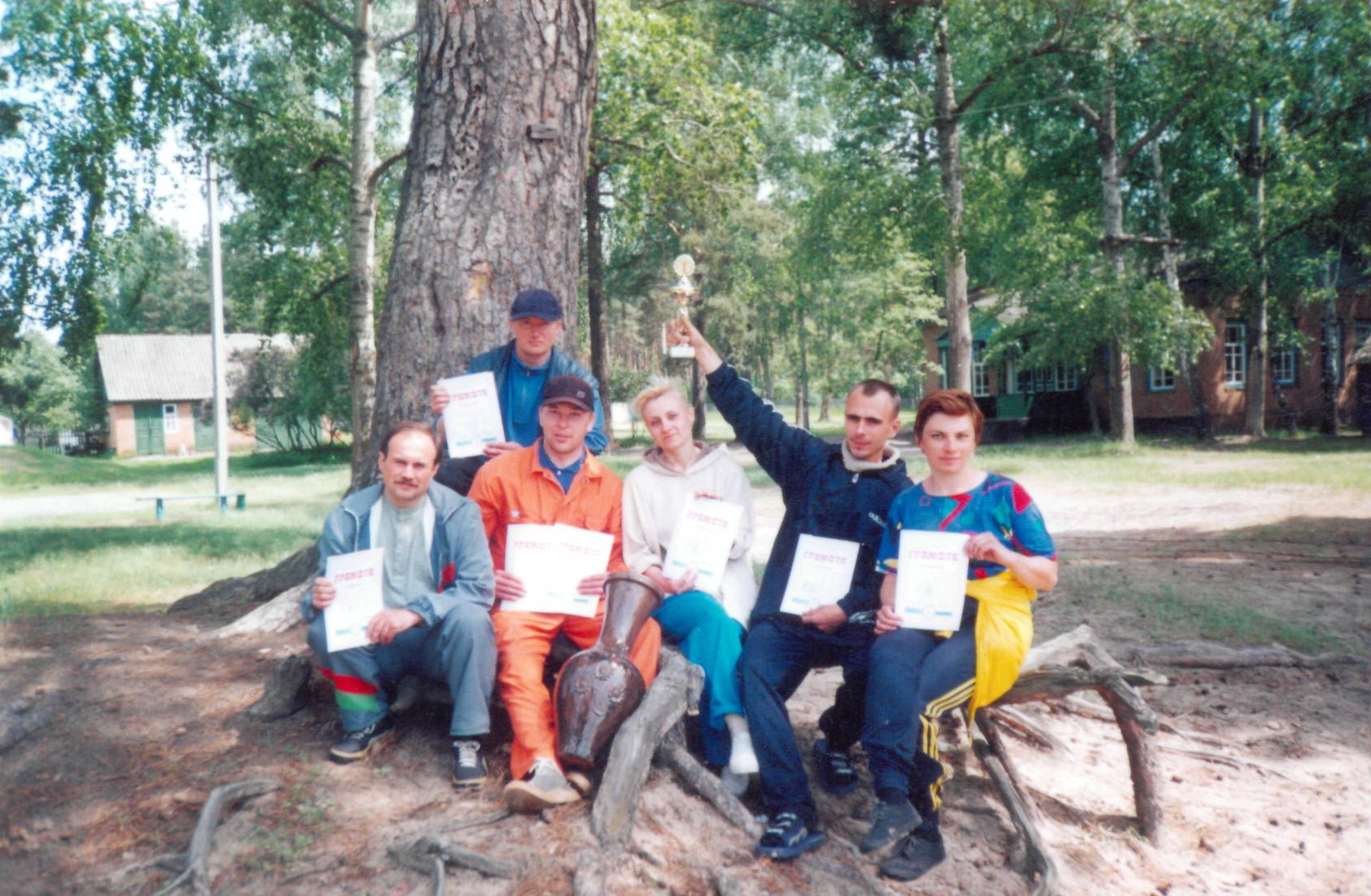
Фото 3. Решетилівські педагоги — переможці 28 обласних туристських змагань вчителів,17 травня 2002, с. Вельбівка Гадяцького району

У 2000-х учнівські туристські команди Решетилівщини (кер. Карамушка О. В., Купенко І. А., Кулик А. М., Зимогляд Є. В.) за підсумками обласних змагань зі спортивного туризму, у більшості випадів, входили до п'ятірки найкращих команд області. 
Періодично вихованці закладу брали участь у змаганнях зі спортивного орієнтування. Найуспішнішим став виступ команди РЦТКум старшої вікової групи (кер. Зимогляд Є. В.), що стали переможцями 17 обласних змагань зі спортивного орієнтування серед учнівської молоді (08—10.10.2010 р.; фото 4).

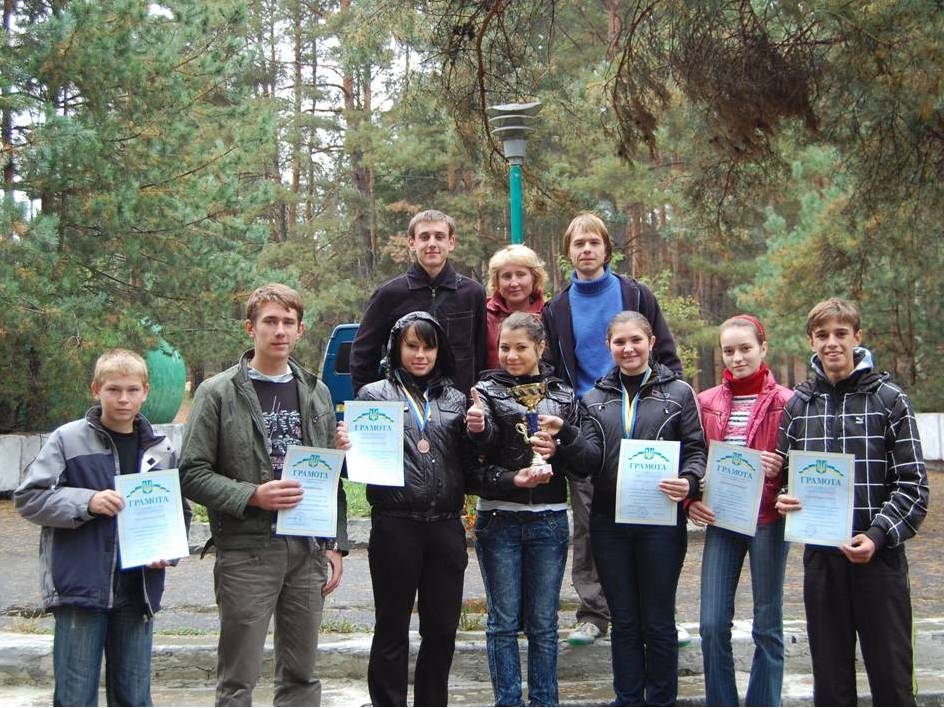
Фото 4. Вихованці РЦТКум — переможці 17-х обласних змагань зі спортивного орієнтування серед учнівської молоді по старшій групі (кер. Зимогляд Є. В., Кучук Р. Т.; с. Головач Полтавського району, 10 жовтня 2010)

З початку ХХІ століття активізувалася участь педагогів та вихованців у туристських походах. Решетилівські туристи щороку здійснювали походи Українськими Карпатами, Гірським Кримом та територією Полтавщини, брали результативну участь в обласному конкурсі на найкращий туристський спортивний похід (І-му етапі Чемпіонату України зі спортивних туристських походів). Так, бронзовими призерами Чемпіонату області стали звіти про походи по Гірському Криму: І кат. скл. (28.07—05.08.2007; кер. Кисельов Ю. В., Купенко Б. А.), 3 ст. скл. (29.06—06.07.2010; кер. Кисельов Ю. В., Зимогляд Є. В.), 3 ст. скл. (22—28.10.2011; Кисельов В. Ю., Кисельов Ю. В.), а срібними — звіти за походи 3 ст. скл. по Гірському Криму (28.07—03.08.2006; кер. Кисельов Ю. В., Кисельов В. Ю.), по Українських Карпатах: ІІ кат. скл. (26.07—06.08.2008; кер. Кисельов Ю. В., Калініченко С. Г.) та І кат. скл. (08—18.07.2011; кер. Кисельов Ю. В., Кисельов В. Ю.). 
Чемпіоном області серед походів 3 ст. скл. став звіт туристської групи (кер. Кисельов В. Ю.) про похід по Кримських горах (21—29.10.2010 р.), а серед походів І кат. скл. звіт туристської групи (кер. Кисельов Ю. В.) про похід Українськими Карпатами (19.07—02.08.2012 р.).
Пошуково-краєзнавча робота в рамках всеукраїнських туристсько-краєзнавчих експедицій є важливою і результативною складовою роботи закладу. Так, географічно-краєзнавчий гурток «Горицвіт» (кер. Купенко І. А.) з 2000 по 2005 рр. був переможцем обласних конкурсів Всеукраїнської історико-географічної експедиції «Сто чудес України» (напрям «Чарівний світ природи», нариси про заказники «Михнівський», «Гарячківський ліс», «Щербаки», «Кузьменки», «Новодиканський»), переможцем обласного і лауреатом всеукраїнського конкурсів туристсько-краєзнавчої експедиції «Краса і біль України» (напрям «Скривджена земля», звіт "Екологічні проблеми лісового масиву ботанічного заказника «Новодиканський»). 

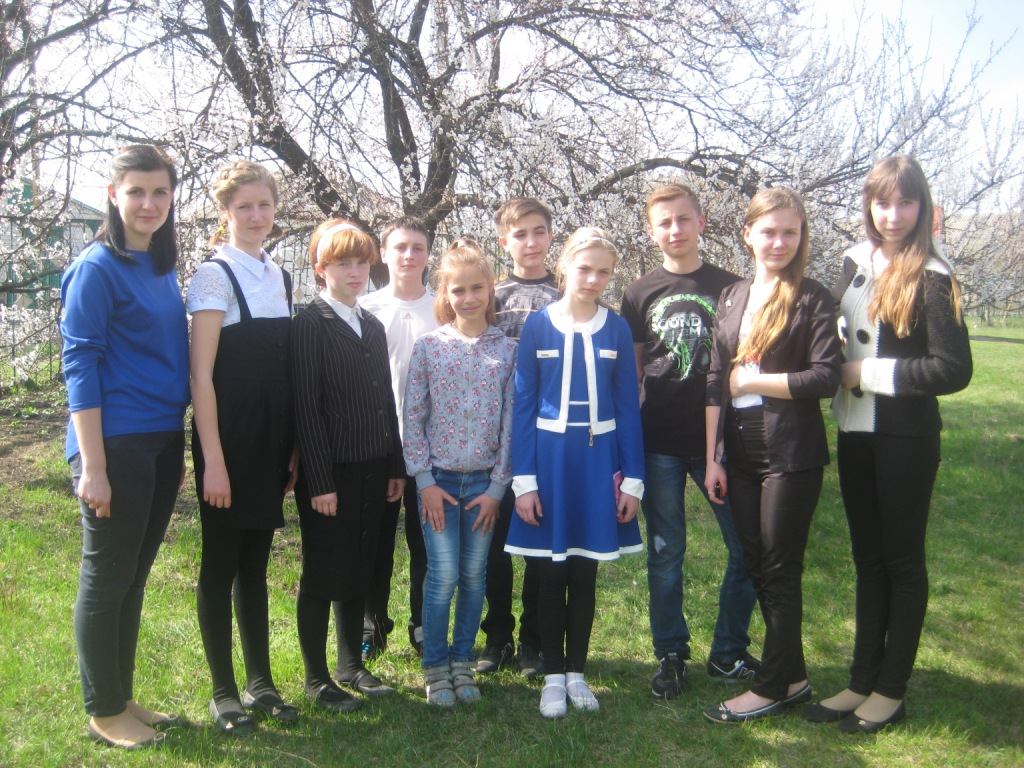
Фото 5. Історико-краєзнавчий гурток РЦТКум (кер. Войтович Л. І.) — переможці обласного та всеукраїнського етапів експедиції «Історія міст і сіл України» 2014, 2015 рр.

Історико-краєзнавчий гурток (кер. Купенко І. А.) — переможець обласного та всеукраїнського конкурсів історико-географічної експедиції «Історія міст і сіл України» за 2008 р. (маршрут «У гості до решетилівських майстрів»), а історико-краєзнавчий гурток (кер. Войтович Л. І.; фото 5).
— переможець обласного та всеукраїнського конкурсів експедиції «Історія міст і сіл України» за 2015, 2016 рр. (нариси «Золоті руки, срібні голоси», «Народжена, щоб створювати красу»).
Творчі звіти юних краєзнавців РЦТКум постійно представлені на обласних зльотах юних краєзнавців та активістів шкільних музеїв, неодноразово ставали переможцями та лауреатами зльотів. З 18-го (2001), 19-го (2002), 20-го (2003), 22-го (2005), 24-го (2007), 33-го (2016) обласних зльотів вихованці закладу повернулися додому з перемогою. З 2008 року юні історики, географи та етнографи РЦТКум — активні учасники обласних краєзнавчих конференцій учнівської молоді «Полтавщина — земля моя свята» (фото 6).

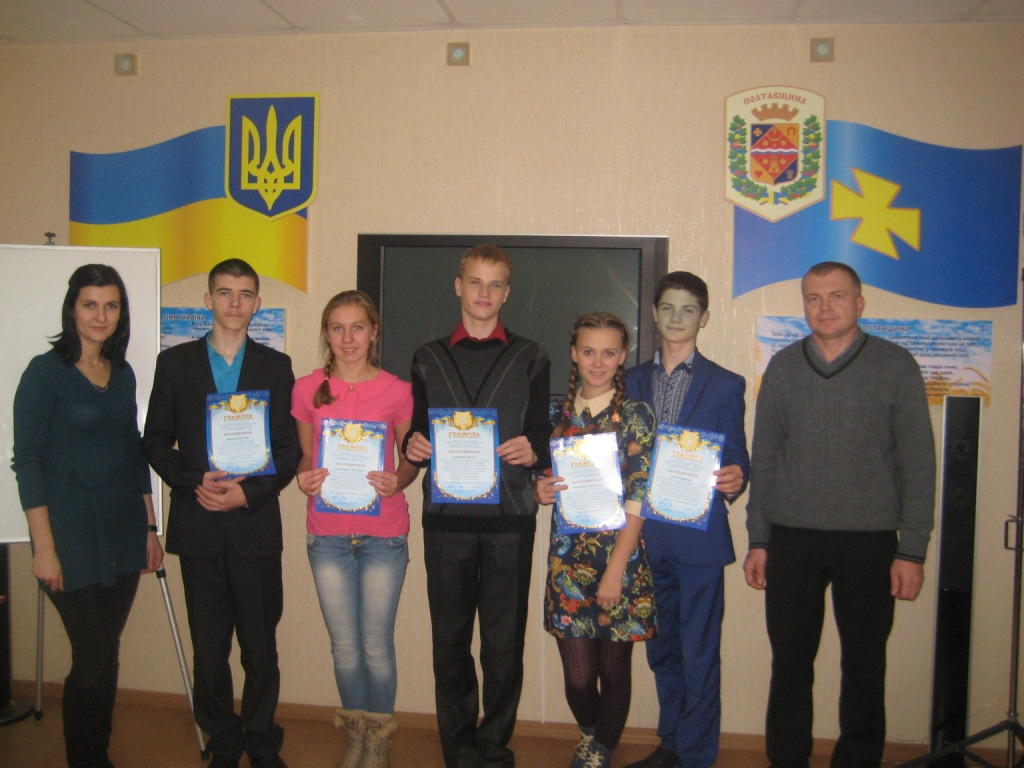
Фото 6. Делегація Решетилівського РЦТКум — учасники 6-ї обласної краєзнавчої конференції Полтавщина — земля моя свята (20 листопада 2015)

Вихованці закладу Гнітько Оксана (2011), Юлія Хорольська (2012), Темник Віталій (2013) — призери (ІІІ місце) обласного конкурсу-захисту робіт Малої академії наук.
Протягом 2011—2015 рр. переможцями обласних та призерами всеукраїнських конкурсів звітів про участь у Всеукраїнській туристсько-краєзнавчій експедиції учнівської молоді з активним способом пересування «Мій рідний край» була туристська група РЦТКум (кер. Купенко І. А., Зимогляд Є. В.; походи «Моніторинг стану водоохоронної зони та прибережної захисної смуги річок Говтва та Говтва Грузька в межах Решетилівського району» (2011), «По місцях оборонних боїв 81 стрілецької дивізії 38 армії Південно-Західного фронту» (2012; фото 7),

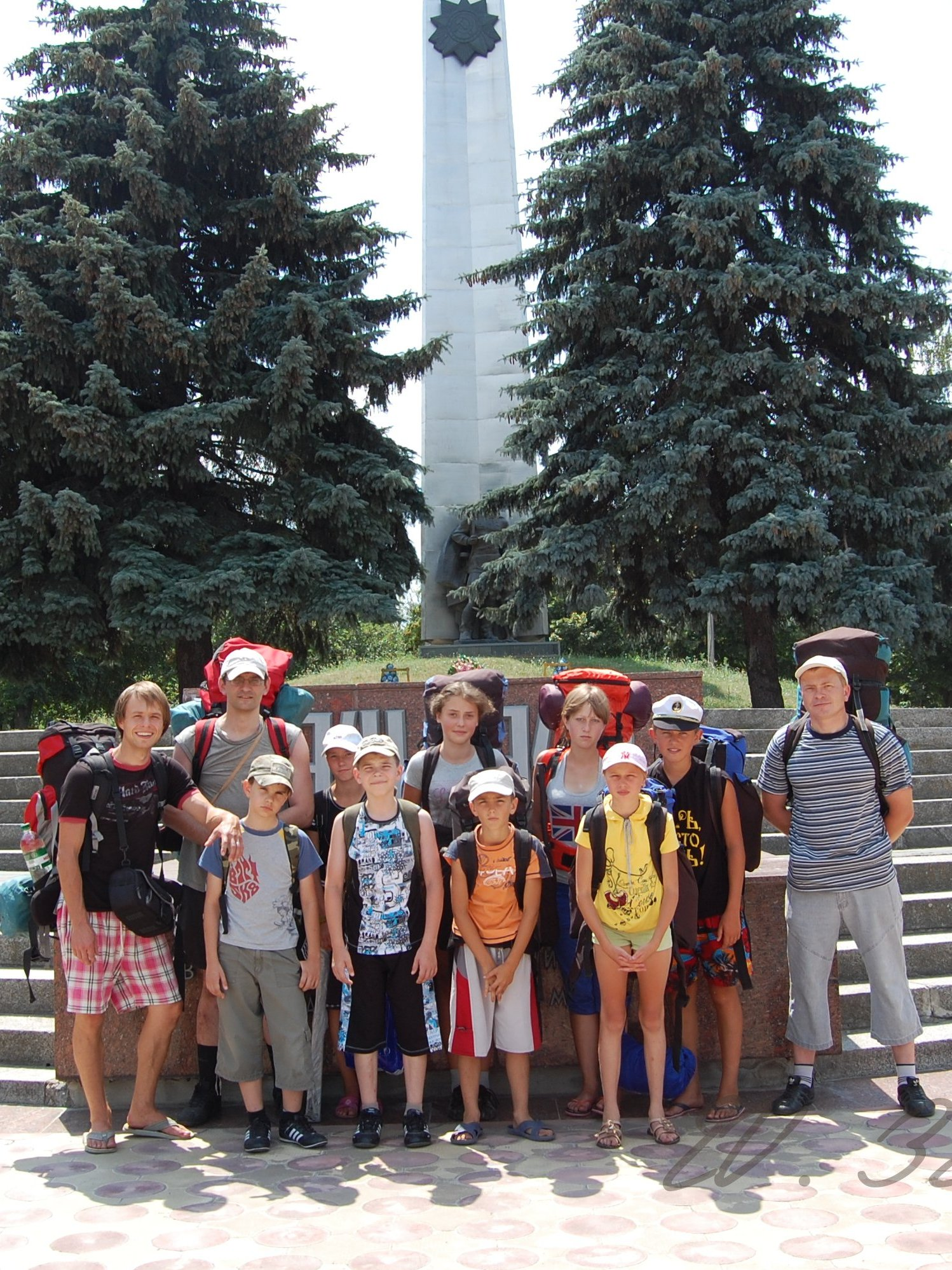
Фото 7. Туристська група РЦТКум (кер. Купенко І. А.)- призер (3 місце) всеукраїнського конкурсу експедиції «Мій рідний край» (2012)

«Гіркими дорогами війни» (2013), «Заповідними стежками рідного краю» (2014), «Долиною Псла та Говтви (дослідження антропогенного впливу)» (2015).
З 1999 р. команди вихованців РЦТКум беруть участь в обласних зльотах-змаганнях юних туристів-краєзнавців, активістів руху учнівської молоді «Моя земля — земля моїх батьків». Успішними для решетилівців стали 8-й (2003; кер. Купенко І. А., Карамушка О. В.), 9-й (2005; кер. Купенко І. А., Смірнова Н. І.) та 13-й (2011; кер. Купенко І. А., Конон А. В., Смірнова Н. О. (фото 8).

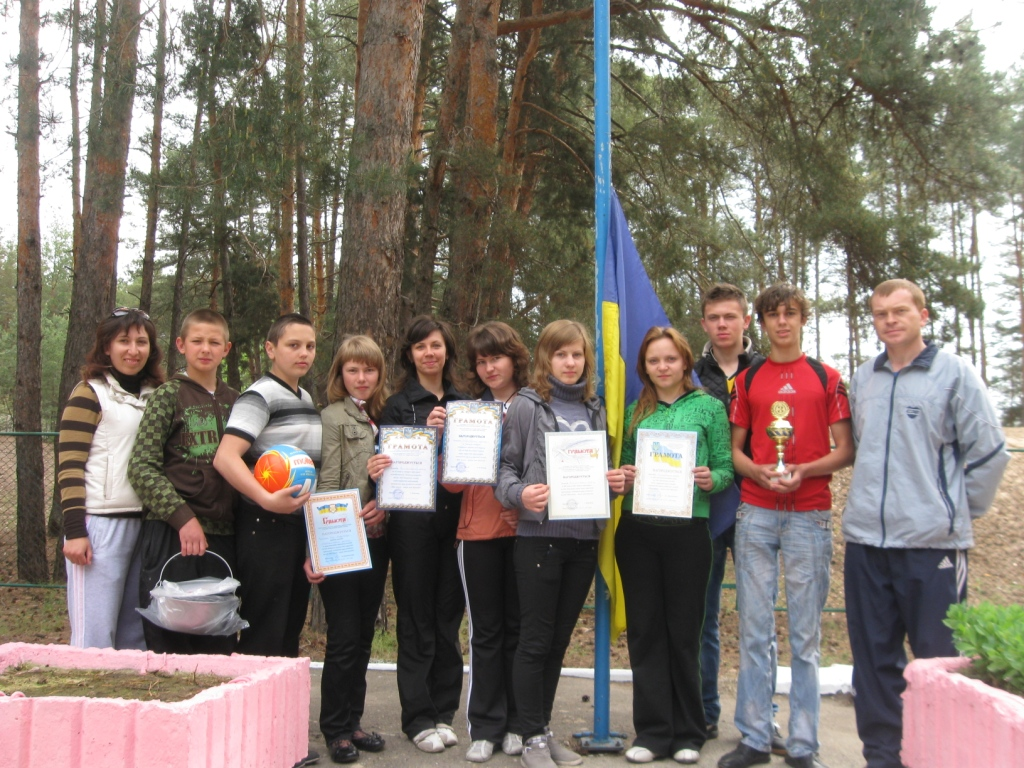
Фото 8. Команда вихованців Решетилівського РЦТКум — призери 13-го обласного зльоту-змагань юних туристів-краєзнавців (с. Головач Полтавського району, 17 травня 2011).

обласні зльоти-змагання, на яких вихованці РЦТКум посіли треті місця.
Працівники РЦТКум Карамушка О. В., Купенко І. А., Войтович Л. І., Кисельов В. Ю. — переможці та лауреати обласних конкурсів на найкращий методичний матеріал туристсько-краєзнавчої тематики 2002—2014 рр.; Купенко І. А. — переможець обласного конкурсу на найкращу презентацію краєзнавчої роботи «Полтавський дивосвіт» за напрямом «Організація краєзнавчої роботи в районі (місті)» 2012 р.; Дикопавленко Л. М. — учасник обласного конкурсу майстерності педагогічних працівників позашкілля «Джерело творчості» 2013 р. 
Вебсайт РЦТКУм — переможець обласного та лауреат всеукраїнського етапів конкурсу на найкращий вебсайт позашкільного навчального закладу 2014 р. у номінації «Вебсайт районного позашкільного закладу».
26.09.2012 р. на базі РЦТКум працював Всеукраїнський семінар-практикум завідувачів відділів краєзнавства та наукових досліджень Кримського республіканського, обласних, Київського та Севастопольського міських центрів туризму і краєзнавства учнівської молоді, станцій юних туристів «Гармонійне поєднання змісту, форм та засобів організації краєзнавчо-дослідницької та музейної роботи в навчальних закладах — важлива передумова інноваційного розвитку позашкільної освіти». 
Протягом всього існування закладу його працівники проводили багато туристсько-краєзнавчих масових заходів як із вихованцями РЦТКум, так із юними туристами та краєзнавцями шкіл району. Це районні туристські зльоти учнівської молоді пам'яті В. Г. Маценка, районні зльоти юних краєзнавців та активістів музеїв при закладах освіти, краєзнавчі конференції, Чемпіонати району зі спортивного орієнтування та пішохідного туризму на місцевості та в приміщенні, туристські турніри «Калениківський Кубок» та «Травневий Кубок», походи, семінари серед працівників освіти району зі спортивного туризму та шкільного краєзнавства. Змагання проходили поблизу сіл Шилівка, Пасічники, Фрунзівка, Каленики, с-щі Решетилівка. 
На літніх канікулах із метою організації змістовного відпочинку та дозвілля учнів засобами туризму і краєзнавства педагоги закладу організовували роботу районного туристсько-спортивного табору «Горизонт». Табір працював поблизу сіл Пасічники, Фрунзівка, Каленики. Влітку вихованці гуртка «Історичне краєзнавство» (кер. Гмиря І. О.) беруть участь в археологічних розкопках (смт. Шишаки, с. Манжелія Глобинського району).
У 2014 році в закладі працювали 8 педагогічних працівників (фото 9) 

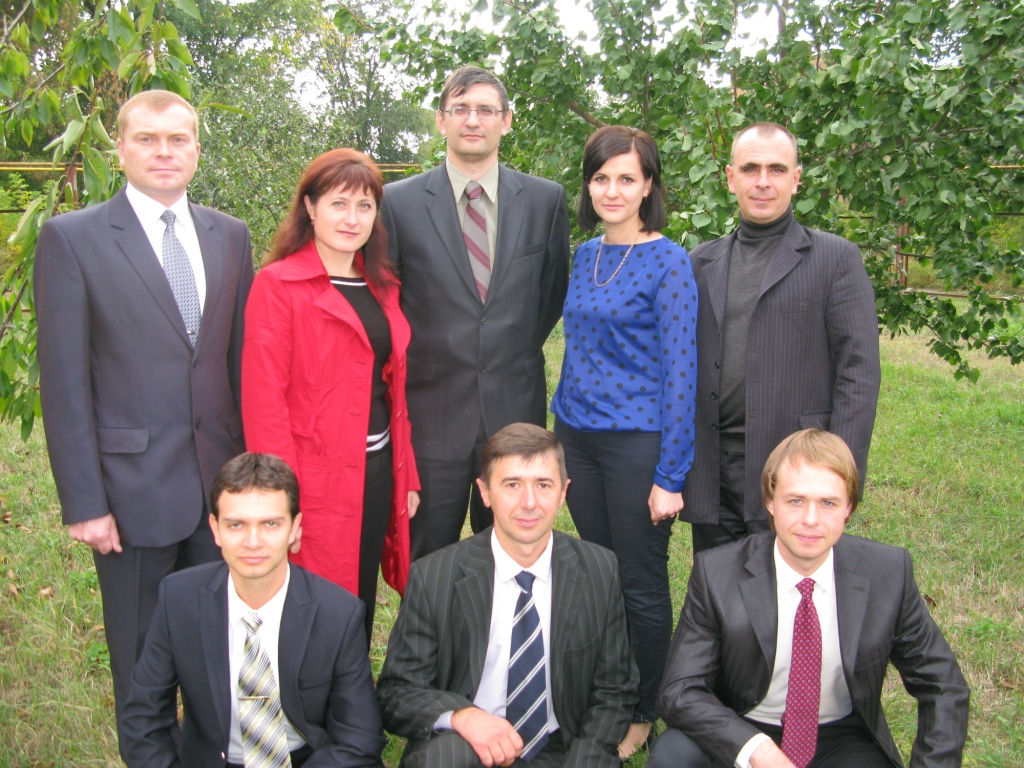
Фото 9. Педагогічний колектив Решетилівського РЦТКум (26 вересня 2014; стоять зліва-направо: Купенко І. А., Дикопавленко Л. М., Гмиря І. О., Войтович Л. І., Карамушка О. В.; сидять зліва-направо: Кисельов В. Ю., Калініченко С. Г., Зимогляд Є. В.).

(директор, методист, керівник гуртків та 5 керівників гуртків-сумісників), серед яких 2 мають звання «керівник гуртка-методист», 2 — «Інструктор дитячо-юнацького туризму», 1 — «Суддя зі спортивного туризму І категорії». Керівники гуртків Зимогляд Є. В., Кисельов В. Ю., Войтович Л. І. є випускниками РЦТКум.

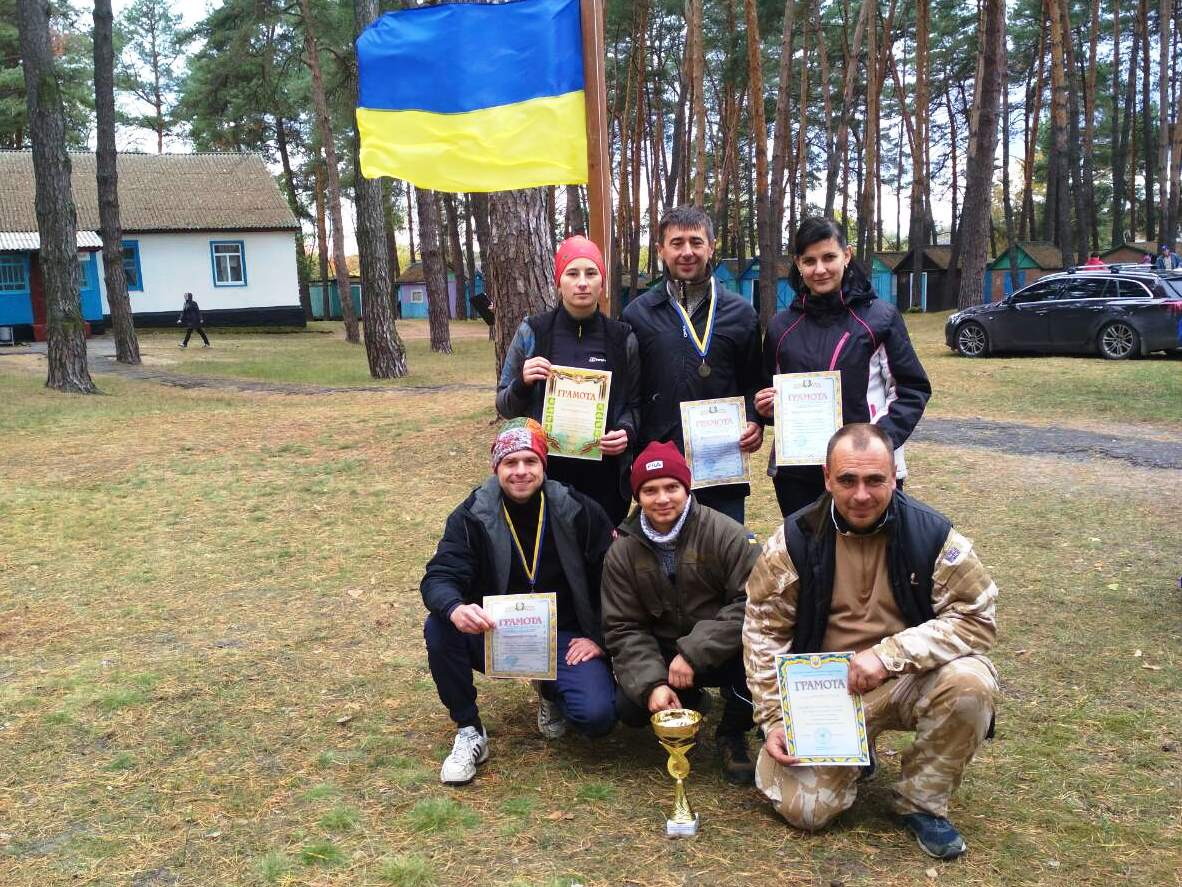
Фото 10. Педагоги Решетилівського РЦТКум (зліва-направо /стоять/ Кисельова А.О., Калініченко С.Г., Войтович Л.І.; /сидять/ Зимогляд Є.В., Кисельов В.Ю., Карамушка О.В.) - переможці 41 обласних змагань з пішохідного туризму серед праццівників освіти Полтавщини.

З 13 по 15 жовтня 2017 року команда педагогів закладу (Зимогляд Є.В., Калініченко С.Г., Кисельова А.О.. Кисельов В.Ю.; тренер Карамушка О.В., представник Войтович Л.І.), захищаючи честь Решетилівського району на  41 обласних змаганнях з пішохідного туризму серед працівників освіти Полтавщин, що проходили в с.Вельбівка Гадяцького району здобули І-е місце, ставши чемпіонами області (Фото 10).  
Згідно рішення 34-ї сесії 7-го скликання (№ 673-34-VII) Решетилівської районної ради від 27 лютого 2020 року Решетилівський районний центр туризму і краєзнавства учнівської молоді ліквідований. За ліквідацію закладу проголосували 22 депутати районної ради. 3 проти, 2 утримались.

### Директори
- Кисельов Юрій Валентинович (1993—1996)
- Гмиря Ігор Олександрович (1996—1997)
- Верещака Іван Іванович (1997—1999)
- Карамушка Олександр Вікторович (1999—2020)

### Керівники гуртків (1993—2017)
Андрійко В. М., Антонець С. І., Білай С. Б., Біленький О. Ю., Бодня Ю. В., Бокла І. М., Борисова Т. І., Бутенко В. І., Василенко В. В., Войтович Л. І., Гмиря І. О., Голуб С. В., Дзюба Р. Д., Дикопавленко (Коваленко) Л. М., Дикопавленко О. Г., Зимогляд Є. В., Калініченко С. Г., Карамушка О. В., Кисельов В. Ю., Кисельов Ю. В., Кісіль Т. В., Конон А. В., Круговий В. І., Кузнєцов С. О., Кулик А. М., Купенко І. А., Куцевол А. І., Кучевський М. І., Легкий В. І., Лисокобилка О. І., Малиш О. Я., Маховий А. Г., Маценко В. Г., Маценко С. М., Мірошніченко С. В., Мордик Р. Т., Москівець В. А., Павлинський Г. Я., Пивоваренко В. О., Подовжній М. А., Подробаха О. Ф., Рог А. М., Сардачук В. В., Селемьонов Ю. І., Сичова Т. В., Сливка М. П., Сторіжко Л. А., Терещенко І. Г., Тімаков Ю. М., Харченко О. В., Хиль Г. М., Четвертинівська В. І., Якубенко І. Г., Яременко В. С.

### Відомі випускники
- Товстий Роман Іванович (випускник РЦТКум 1996 року) — заступник голови Полтавської обласної державної адміністрації (2014—2019)
- Ханко Анатолій Миколайович (випускник РЦТКум 1999 року) — заступник голови Полтавської обласної ради (з 2015 р.)

У закладі розпочинав трудову діяльність Біленький Олександр Юрійович (працював керівником гуртків із серпня 1994 р. по квітень 1997 р.), голова Полтавської обласної ради (з 2015 р.).